# 圣地亚哥圣母圣心圣殿
圣母圣心圣殿 （西班牙語：Basílica Corazón de María）是一座罗马天主教次级宗座圣殿，位于智利圣地亚哥。该堂由圣母圣心爱子会建造，于1879年12月7日落成， 1929年升格为次级宗座圣殿，1987年1月14日公布为国家纪念建筑。

## 历史
1870年，在西班牙光荣革命之后，圣母圣心爱子会进入智利， 安身于圣地亚哥市中心18街（Calle Dieciocho）的一座小堂。两年后，该堂在泽特诺街和科皮亚波街转角买了一块地，建造了一座小堂。
1876年3月5日，教堂建筑在选定的地点开始建造，由建筑师和圣母圣心爱子会神父若瑟·维拉德里奇设计，由伯多禄·马斯神父监工 。1879年12月7日，主教华金·拉腊因·甘达里拉斯祝圣了圣母圣心堂。1882年，教堂建筑竣工。
这座教堂于1928年，该堂成为堂区教堂，一年后，教宗庇护十一世将其升格为宗座圣殿。
2010年智利地震使该堂遭受严重的破坏。修复大约用了两年时间，2012年3月18日重新祝圣。

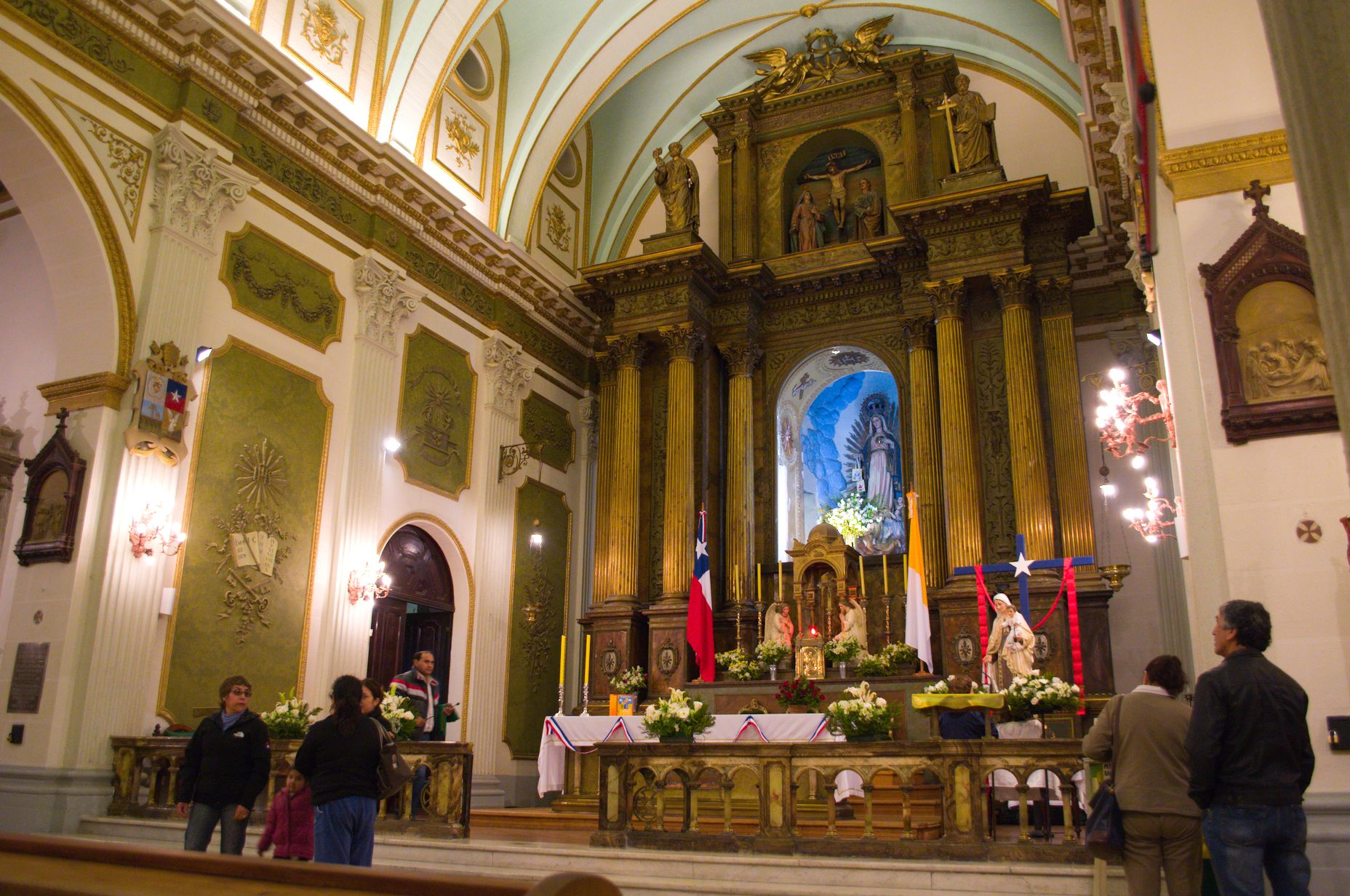